# Temporada 1956 del Campeonato de Europa de Rally
La temporada 1956 fue la edición 4.º del Campeonato de Europa de Rally. Comenzó el 16 de enero con el Rally de Montecarlo y finalizó el 4 de noviembre en el Rally Ibérico.

## Calendario
| N.º | Fecha                        | Rally                                       |
| --- | ---------------------------- | ------------------------------------------- |
| 1   | 16-23 de enero               | 29. Rallye Automobile de Monte-Carlo        |
| 2   | 24-28 de febrero             | 7. Automobilistico Int. del Sestriere       |
| 3   | 6-10 de marzo                | 6. RAC international Rally of Great Britain |
| 4   | 26-29 de abril               | 4. Rally Acropolis                          |
| 5   | 6-12 de mayo                 | 8. Internationale Tulpenrallye              |
| 6   | 25-27 de mayo                | 25. Rallye International de Geneve          |
| 7   | 29 de mayo-3 de junio        | 7. Svenska Rallyt till Midnattssolen        |
| 8   | 20-24 de junio               | 18. Internationale Rallye Wiesbaden         |
| 9   | 6-13 de julio                | 18. Rallye International des Alpes          |
| 10  | 29 de agosto-2 de septiembre | 15. Liège-Rome-Liège                        |
| 11  | 14-17 de septiembre          | 6. Viking Rally                             |
| 12  | 26-29 de septiembre          | 5. Rallye Adriatique                        |
| 13  | 1-4 de noviembre             | 1.º Rallye Automovilista Ibérico            |

## Resultados

### Campeonato de pilotos
| Pos. | Piloto             | MON | SES | GBR | GRE | TUL | GEN | SWE | WIE | ALP | LIE | VIK | ADR | IBE | Puntos |
| ---- | ------------------ | --- | --- | --- | --- | --- | --- | --- | --- | --- | --- | --- | --- | --- | ------ |
| 1    | Walter Schock      | 2   | 1   |     | 1   |     | 11  |     | 9   |     |     |     | 4   |     | 39.0   |
| 2    | Paul Ernst Strähle |     | 4   |     |     |     |     |     |     | 6   | 6   |     | 1   | 6   | 34.0   |
| 3    | Claude Storez      |     |     |     |     |     |     |     |     |     |     |     |     |     | 19.0   |